# Henri Dumont

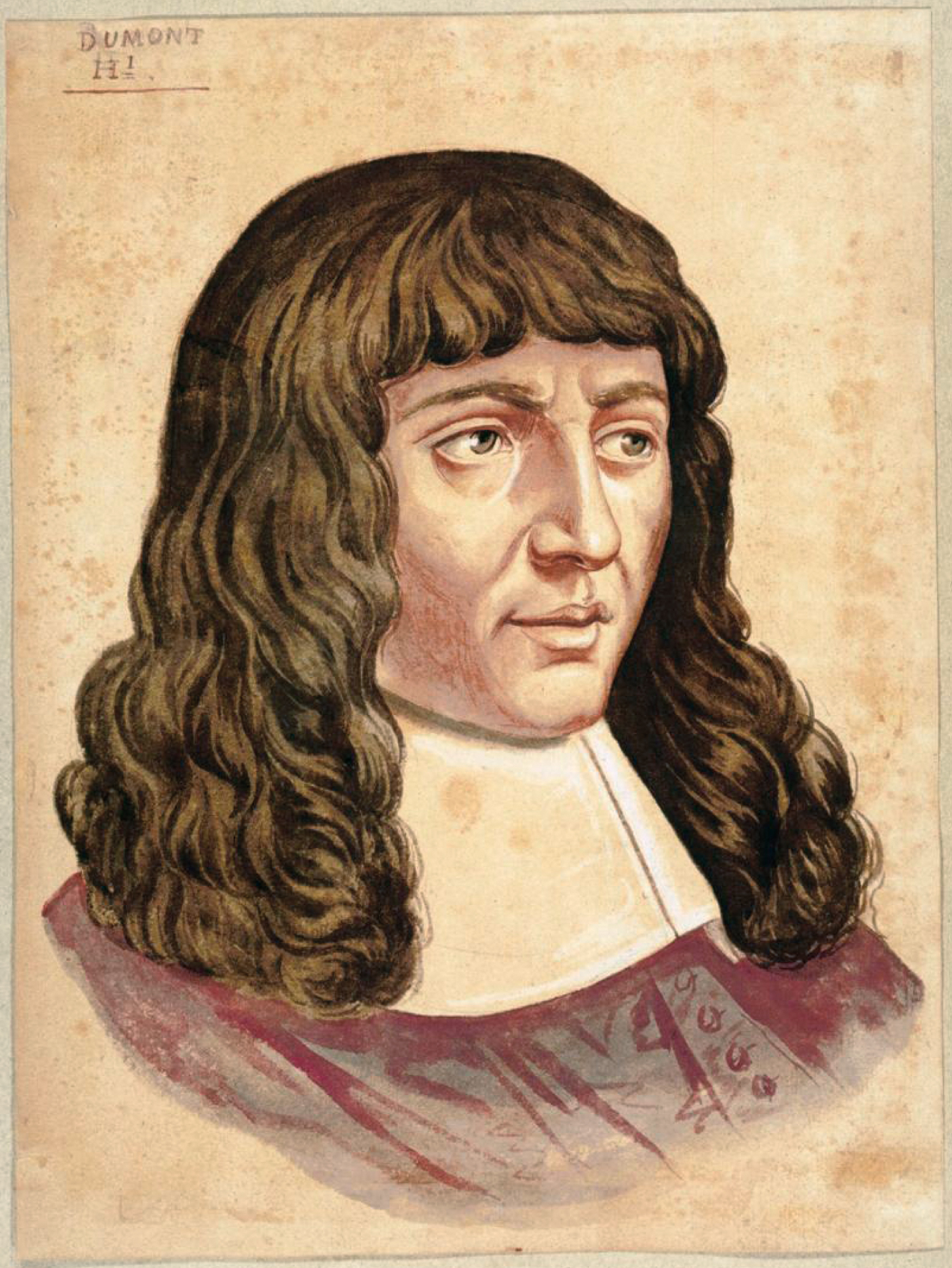

Henri Dumont (auch: Henry Du Mont oder Henry de Thier, * 1610 in Borgloon (Grafschaft Loon), bei Tongern; † 8. Mai 1684 in Paris) war ein Komponist.

## Leben
Dumont wurde als Sohn von Henry de Thier und Elisabeth Orban geboren. Die Familie verließ Lüttich und zog nach Maastricht. Dort wurden Henri und sein Bruder Lambert Chorknaben an der Liebfrauenbasilika. 1630 wird Henri de Thier in einem Kapitellakt als Organist benannt, wobei ihm ein Urlaub von 2 Monaten gewährt wird, um seine musikalische Ausbildung zu ergänzen. An der Lütticher Lambertuskathedrale, wo er des Öfteren verweilte, vertiefte er seine musikalischen Kenntnisse bei Léonard de Hodémont, der offen für aus Italien kommende Strömungen, ihn maßgeblich beeinflusste. Am 1. Dezember 1632 trat er zugunsten seines Bruders von seinem Organistenamt zurück. 1639 ging de Thier nach Paris, wo er noch im selben Jahr  Organist an der bedeutenden Pfarrkirche St-Paul-des-Champs wurde. Erst zu dieser Zeit nahm er den Namen „Dumont“ an. Ab 1652 wurde er als Cembalist am Hofe des Herzogs von Anjou (einem Bruder Ludwigs XIV.) erwähnt und 1660 in der gleichen Position bei der jungen Königin Marie-Thérèse. 1663 wurde er Vizekapellmeister der Chapelle Royale in Versailles, in 1672 kam der Titel des Hofkapellmeisters hinzu und 1673 der des Maître de Musique der Königin.
Dumont heiratete 1653 Mechthild Loyens, eine Tochter des Bürgermeisters von Maastricht. Als Kommendatarabt verfügte er inzwischen über umfangreiche Einkünfte aus der Abtei von Silly-en-Gouffern bei Lisieux in der Normandie. Im Jahre 1683 legte er alle Ämter nieder und verstarb ein Jahr später.

## Werk
Hauptsächlich schrieb er Kirchenmusik. Sein Schaffen umfasst mehr als einhundert „Petits Motets“, die den Urtyp der französischen Motetten bilden. Illustre Nachfolger dieser Tradition waren François Couperin und Jean-Baptiste Lully. Dumont war der erste, der in der französischen Musik den Generalbass einführte und diesen auch niederschrieb.
- Messes Royales en plein chant (Paris 1701)
- Cantica sacra II, III, IV cum vocibus tum instrumentibus modulata. Liber primus, Paris 1652
- Meslanges à II, III, IV & V parties avec le Bassecontinue contenant plusieurs chansons, motets, magnificats, Préludes et allemandes pour orgue et pour les viols. Et la litanie de la Vierge.

Von Henri Dumont stammt die in vielen Klöstern und Gemeinschaften regelmäßig nach der letzten gemeinsamen Hore gesungene Melodie des Salve Regina (Gotteslob 1975 Nr. 570). Neun Cembalostücke von Dumont sind im Manuscrit Bauyn überliefert.

## Tonträger
- O Mysterium - Motets & Elevations pour la Chapelle de Louis XIV (Ensemble Correspondances, Sebastien Dauce)
- Motets pour la chapelle du roi (La Chapelle Royale, Philippe Herreweghe)
- Motets à voix seule (Ricercar Consort, Henri Ledroit haute-contre)
- Motets en dialogue (Les Talens Lyriques, Christophe Rousset)
- Les litanies de la Vierge (Ensemble Dumont, Peter Bennet)